# USS Bradley
L'USS Bradley (FF-1041) était le deuxième des dix destroyers d’escorte de classe Garcia de  2 620 tonnes, plus tard reclassés comme frégates, de la marine des États-Unis. Il a été nommé en l’honneur du capitaine Willis Winter Bradley Jr. Il a ensuite été vendu à la marine brésilienne sous le nom de Pernambuco (D 30).

## En service américain
L’USS Bradley a été mis sur cale le 17 janvier 1963 à San Francisco, Californie. Il a été lancé le 26 mars 1964, avec pour marraine Sue Worthington Bradley, et mis en service le 15 mai 1965,,.
Son premier déploiement dans le Pacifique occidental, entre juillet et décembre 1966, comprenait quatre mois d’appui-feu le long de la côte du Sud-Vietnam et d’escorte de porte-avions dans le golfe du Tonkin. En février 1967, l’USS Bradley reçut l’installation du prototype du Sea Sparrow Basic Point Defense Missile System (BPDMS). Après des essais intensifs entre mai et septembre, le système a été retiré en septembre.
L’USS Bradley commença son deuxième déploiement en Asie du Sud-Est en décembre 1967, mais il fut dérouté vers la mer du Japon dans le cadre de l’opération Formation Star en réponse à la capture de l’USS Pueblo par la Corée du Nord. En mars 1968, il reprit ses fonctions d’escorte de porte-avions et d’appui-feu au large du Sud-Vietnam. Après un dernier tour d’opérations sur la ligne de feu en juin, au cours de laquelle il tira 3247 coups en 10 jours avec ses deux canons de 5 pouces/38, il retourna à San Diego (Californie) en juillet 1968. Sa première révision planifiée, entre octobre 1968 et mai 1969, comprenait une mise à niveau majeure de son sonar AN/SQS 26AXR et des travaux approfondis sur ses deux chaudières sous pression capricieuses. Le troisième déploiement de l’USS Bradley comprend un tour d’opérations sur la ligne de feu en janvier 1970, la surveillance de l’exercice mondial « Okean » de la marine soviétique en avril, et d’autres missions d’escorte de porte-avions et d’appui-feu qui durent jusqu’en juin. Au cours des cinq années suivantes, l’USS Bradley effectua trois déploiements supplémentaires en Asie du Sud-Est, interrompus par une deuxième révision planifiée en 1971-1972.
En juin 1975, l’USS Bradley entame une révision d’un an qui comprend l’agrandissement de son hangar pour hélicoptères. En juillet 1975, il est reclassé de destroyer d’escorte (DE) à frégate (FF). Après des essais au milieu de l’année 1976, l’USS Bradley effectua deux autres déploiements, chacun comprenant de longues opérations dans l’océan Indien, avant d’entrer au chantier naval à la mi-1979 pour une autre révision d’un an. Répétant ce schéma, il effectua deux autres déploiements, cette fois entre la Corée et la Malaisie, avant de commencer une autre révision d’un an à la mi-1983, principalement pour remédier aux problèmes de chaudières. Le navire effectua un autre déploiement dans le Pacifique occidental, entre la mi-1986 et janvier 1987, et une croisière dans le Pacifique Nord en mai-juin 1988 avant d’être mis hors service le 30 septembre 1988.

## En service brésilien
En septembre 1989, l’USS Bradley est loué au Brésil à San Diego et devient le destroyer Pernambuco (D 30). Il a été retiré de la marine américaine et vendu officiellement au Brésil en janvier 2001. Il est resté actif dans la marine brésilienne jusqu’à sa 39e année à flot, ayant participé en mer à sept exercices entre début 2001 et début 2003. Le 11 mars 2004, il a été désarmé et placé en réserve.

## Distinctions
|  | Navy E Ribbon                        |
|  | Navy Expeditionary Medal             |
|  | National Defense Service Medal       |
|  | Armed Forces Expeditionary Medal     |
|  | Vietnam Service Medal avec 6 étoiles |
|  | Sea Service Deployment Ribbon        |
|  | Médaille de la campagne du Viêt Nam  |